# Fons de Desenvolupament de les Nacions Unides per a la Dona
El Fons de Desenvolupament de les Nacions Unides per a la Dona (UNIFEM) treballa per promoure i protegir els drets de les dones a tot el món amb l'objectiu d'erradicar la violència i totes les formes de discriminació que pateixen les dones en tot el planeta.
En l'actualitat, UNIFEM treballa en més de 100 països vetllant per la situació de les dones i les nenes, col·laborant amb governs, organitzacions i associacions per promoure la igualtat de gènere i propiciar que les dones tinguin igual accés a les oportunitats vitals.
UNIFEM vetlla, a més, per les necessitats i propostes dels moviments de dones de tot el món davant els governs nacionals i dins del Sistema de les Nacions Unides.
L'oficina principal d'UNIFEM es troba a la ciutat de Nova York. La Directora Executiva és l'espanyola Inés Alberdi.

## Història
En l'any 1976 l'Assemblea General de les Nacions Unides va decidir crear el Fons de Contribucions Voluntàries per al Decenni de les Nacions Unides per a la Dona com a resposta, en part, als acords aconseguits en la Primera Conferència Mundial de les Dones, celebrada un any abans (1975) en la Ciutat de Mèxic. Aquest Fons tenia com a objectiu prestar assistència tècnica i financera a aquells països que, per la seva situació econòmica, no disposaven dels recursos suficients per implementar els acords recollits en la Conferència Mundial de Dones.

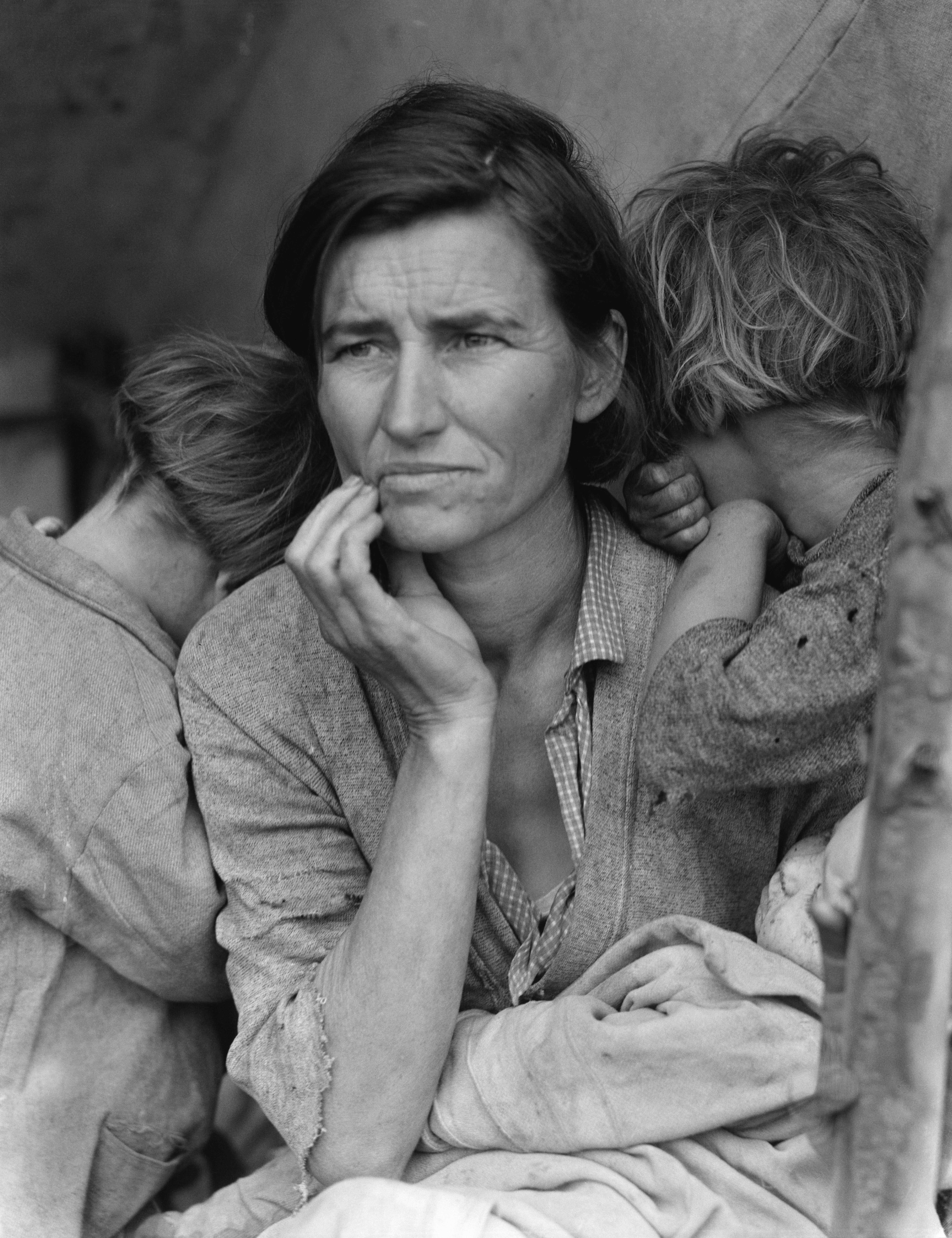
Dona emigrant amb les seves filles.

El Fons de Contribucions Voluntàries per al Decenni de les Nacions Unides per a la Dona estava pensat per tenir una vida útil de nou anys i tenir vigència només fins a l'any 1985, any en què finalitzava la Dècada de les Dones (1975-1985). No obstant això, en l'any 1984, l'Assemblea General de les Nacions Unides va decidir mantenir aquest Fons com a entitat dins del PNUD i d'aquesta manera es va crear oficialment UNIFEM.
La decisió de mantenir el Fons es va basar en la necessitat de donar continuïtat a tots els treballs iniciats pel Fons de Contribucions Voluntàries i en el reconeixement de la importància que les dones accedeixin als recursos del desenvolupament per crear condicions que millorin la qualitat de vida de tots.

## Àmbit territorial
A més de les oficines centrals a Nova York, UNIFEM està estructurada territorialment en: oficines per a Àfrica, Amèrica i el Carib, Estats àrabs, Àsia i Pacífic, Europa central i Oriental i la Comunitat d'Estats Independents. En total, UNIFEM compta amb 15 oficines regionals repartides per tots els continents.

## Objectius

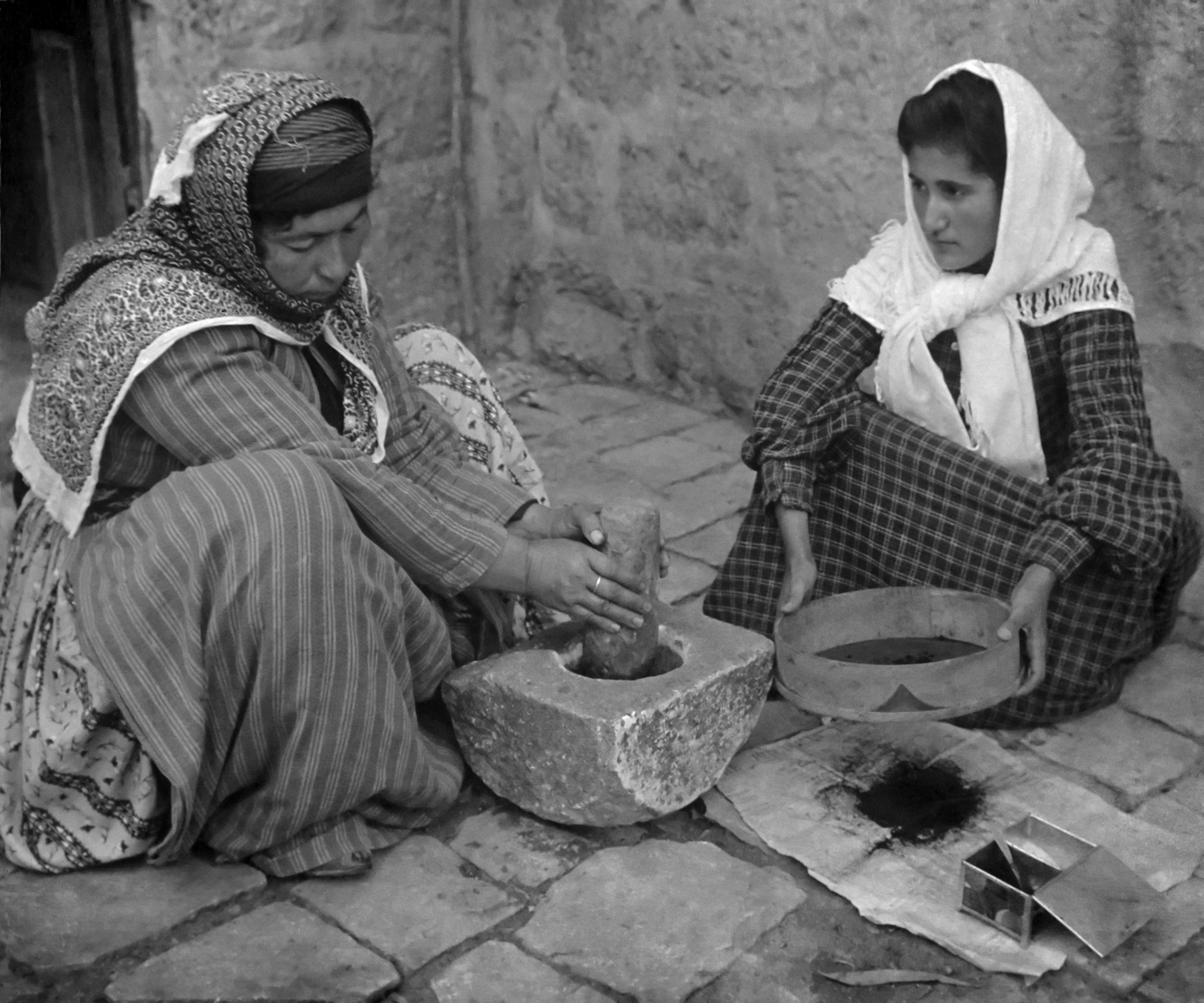
Dones molent cafè en Palestina.

Tota l'activitat d'UNIFEM està orientada a complir cinc objectius prioritaris:
- Reduir la pobresa entre les dones
- Posar fi a totes les formes de violència que pateixen les dones
- Contenir la propagació del VIH/SIDA entre les dones i les nenes
- Assegurar l'accés i la participació de les dones en les esferes econòmiques, socials i polítiques
- Garantir l'aplicació dels drets humans a les dones de tot el món i vetllar perquè el compliment dels Objectius de Desenvolupament del Mil·lenni tingui en compte a les dones

### Reduir la pobresa entre les dones
Actualment, hi ha més de mil milions de persones a tot el món que viuen atrapats en la pobresa absoluta. D'aquestes, es calcula que el 70% són dones. A més, segons dades proporcionades pel Programa Mundial d'Aliments, 7 de cada deu persones que moren de gana al món són dones i nenes.
Les dones són també el grup més nombrós entre els denominats treballadors pobres, persones que treballen però no cobren prou per sortir de la pobresa extrema. D'acord amb les estimacions de l'Organització Internacional del Treball, les dones constitueixen el 60% dels treballadors pobres del món.

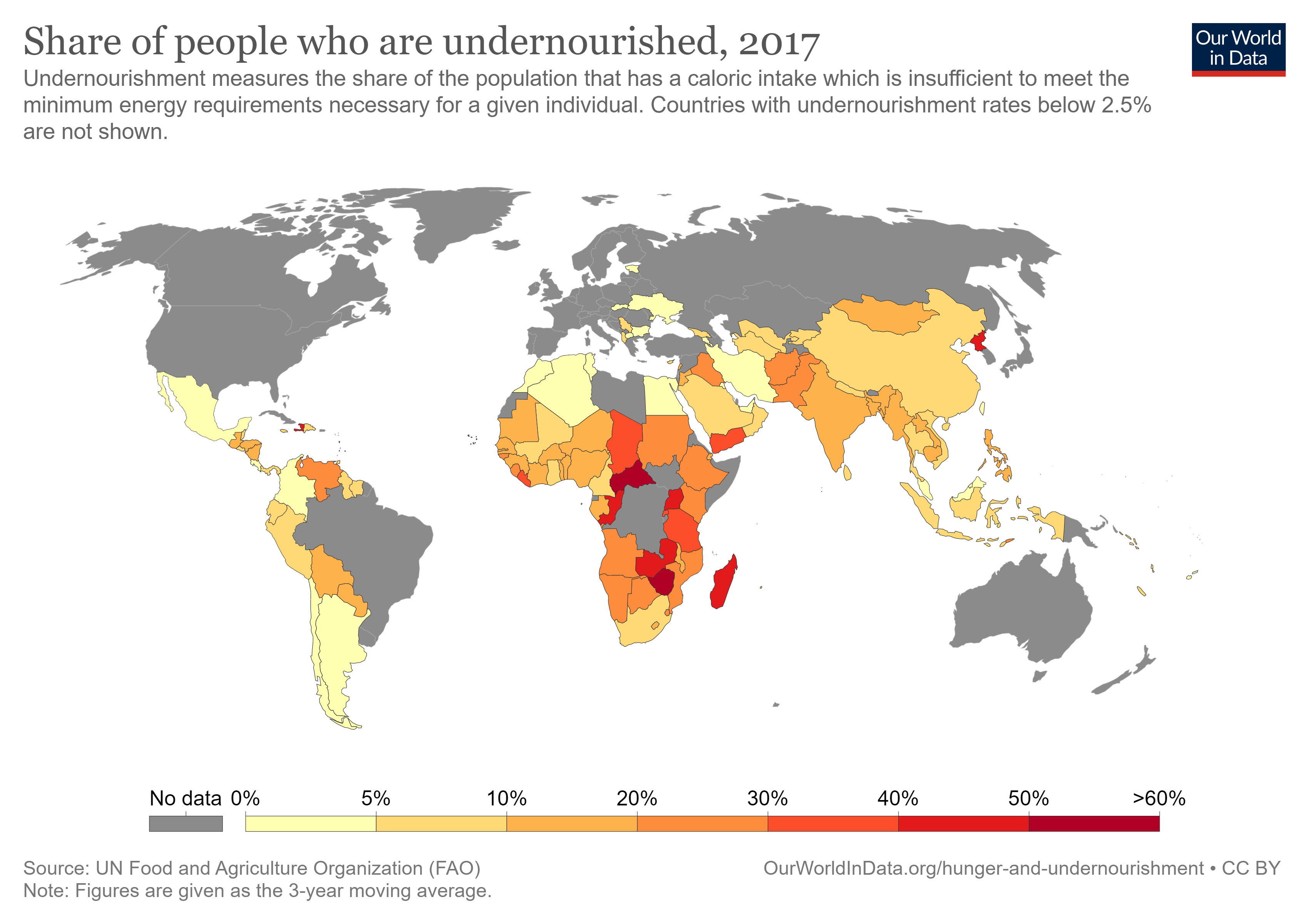
Mapa de Percentatge de la població mundial sofrint de fam.(2017).

Per intentar pal·liar aquesta situació, UNIFEM ha fet de la reducció de la pobresa entre les dones una de les seves màximes prioritats. Els treballs d'UNIFEM en aquest àmbit s'articulen al voltant de dos eixos estratègics:
Convèncer als governs perquè adoptin mesurades i polítiques econòmiques i comercials que ajudin a les dones a sortir de la pobresa: a Cap Verd, Nigèria i el Senegal UNIFEM va aconseguir que s'incorporés la perspectiva de gènere en les estratègies nacionals contra la pobresa. A Romania UNIFEM va advocar perquè el Govern introdueixi noves formes de crèdit per a les dones. Així mateix, a Mèxic UNIFEM va ajudar a grups de dones en una campanya que va aconseguir que el Govern assignés una partida pressupostària als programes d'igualtat de gènere.
Expandir l'accés de les dones als mercats, béns i serveis: en aquest àmbit, UNIFEM treballa per millorar la capacitació d'ocupació, la informació sobre drets i lleis laborals i les possibilitats d'accés al crèdit i recursos bàsics com les terres i l'aigua. A Ruanda, per exemple, UNIFEM va propiciar la creació de convenis amb el sector privat perquè les vídues d'aquest país poguessin vendre productes artesanals al mercat internacional. També a Jordània es van establir cursos de capacitació perquè les dones poguessin també benficiar-se de les oportunitats que genera el turisme. A Equador UNIFEM va col·laborar a la xarxa de promoció del microcrèdit.

### Posar fi a totes les formes de violència que sofreixen les dones
UNIFEM ha calculat que 1 de cada 3 dones al món pateix alguna forma de violència. Per aquest motiu la lluita contra la violència sigui essencial per UNIFEM:
Promovent lleis i mesures nacionals: UNIFEM treballa per establir marcs legals que ajudin a combatre la violència i per desenvolupar mesures d'acció concretes. A Somàlia, per exemple, UNIFEM va aconseguir que la Cambra de Líders Tradicionals condemnés la pràctica dels matrimonis forçosos imposats a les víctimes de la violació. Al Marroc, UNIFEM i altres agències de les Nacions Unides van unir els seus esforços per recolzar una estratègia nacional que va donar com a resultat canvis en el codi penal, amb disposicions més severes per a la violència domèstica i les violacions.
Fomentant estratègies de prevenció des del nivell local a l'internacional.
Recolzant a les organitzacions de dones que treballen per erradicar la violència.
Fomentant iniciatives innovadores a través del Fons Fiduciari per Eliminar la Violència contra les Dones: aquest Fons finança iniciatives innovadores com, per exemple, la iniciativa d'Uganda d'establir dependències especials de la policia per investigar casos de violència o el projecte de la República Democràtica Popular de Laos que ha aconseguit establir projectes contra la violència que han aconseguit forçar l'establiment d'una llei.

### Contenir la propagació del VIH/Sida entre dones i nenes
| 20% ≤ x 15% ≤ x < 20% 10% ≤ x < 15% | 5% ≤ x < 10% 3% ≤ x < 5% 2% ≤ x < 3% 1% ≤ x < 2% | 0.5% ≤ x < 1% 0.2% ≤ x < 0.5% x < 0.2% Sense dades |

Percentatge d'adults infectat amb VIH, c.2020.

En l'any 2007 es calculava que hi havia 33,2 milions de persones a tot el món amb el VIH. El nombre de dones és pràcticament igual al nombre d'homes i fins i tot en regions com l'Àfrica subsahariana hi ha més dones que homes
UNIFEM treballa per incorporar les necessitats de les dones en les polítiques dissenyades per combatre el VIH. Per a això, treballa amb ministeris i agències específiques de salut en l'elaboració de programes i accions que garanteixin un accés equitatiu de les dones en la prevenció, cura i tractament d'aquesta malaltia.
A Cambodja, UNIFEM ha ajudat a crear una xarxa de dones seropositives que assessoren als agents de salut sobre com fer que les dones accedeixin als serveis i recursos de salut. A Nigèria, UNIFEM va aconseguir que la igualtat de gènere anés un element estratègic en la redacció del Pla Nacional contra la SIDA. Va ser en aquest país que es va establir un Comitè Tècnic de Gènere que treballa per assegurar que les accions per combatre l'expansió de la sida s'apliquessin a dones.
En Zimbabwe, Índia i Brasil s'han establert zones d'apoderament de gènere, zones on les estratègies per combatre la SIDA passen prioritàriament per apoderar a les dones. A Brasil a més s'ha treballat al costat d'una organització de dones afrobrasilenyes per assegurar que tinguin accés als serveis públics de tractament de la malaltia.

## Fomentar la participació de les dones en les preses de decisió

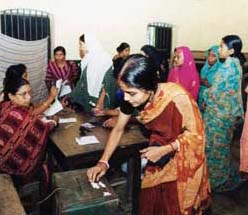
Dones votant en l'Índia

La participació de les dones és un requisit bàsic per consolidar la democràcia. No obstant això, tant en temps de pau com especialment en temps de guerra, la presència de les dones en els òrgans de decisió és més aviat escassa. Per aquest motiu UNIFEM treballi per remeiar aquesta situació.
| «                                                                                    | La màxima participació de la dona, en igualtat de condicions amb l'home, en tots els camps, és indispensable per al desenvolupament ple i complet d'un país, el benestar del món i la causa de la pau. | » |
| — Convenció per a l'Eliminació de qualsevol forma de Discriminació contra les Dones. | |   |

A Àfrica, el suport i els esforços d'UNIFEM van ajudar a les activistes de la República Democràtica del Congo a aconseguir que la Constitució reconegués la plena participació de les dones en la reconstrucció de la pau. La Comissió de la Veritat i de la Reparació de Sierra Leone inclou actualment un programa de testimonis per ajudar a les dones a denunciar la violència de gènere.
A l'Afganistan, UNIFEM va treballar estretament amb les delegades de la Loya Jirga constitucional per aconseguir que la Constitució afganesa garantís la igualtat de les dones.
A Perú, amb el suport d'UNIFEM els grups de dones han influït perquè la Comissió de la Veritat, Justícia i Reparació declari la violació com a arma de guerra.

## Ambaixadores de Bona Voluntat
Nicole Kidman és ambaixadora de bona voluntat d'UNIFEM
Des de gener del 2006, Nicole Kidman és ambaixadora de bona voluntat d'UNIFEM. Els esforços de Nicole Kidman en UNIFEM se centren a donar major visibilitat a la situació de les dones a tot el món i, especialment, a denunciar totes les formes de violència que pateixen les dones.
En octubre del 2006, Nicole Kidman va realitzar el seu primer viatge com a ambaixadora de bona voluntat d'UNIFEM a Bòsnia. Durant dos dies, va visitar diferents projectes que UNIFEM lidera o recolza en aquest país.
En 21 d'octubre de 2009 l'actriu va demanar una resposta integral de la violència que pateixen les dones davant el Congrés dels Estats Units.
La princesa Basma bint Talal de Jordània també és ambaixadora de bona voluntat d'UNIFEM des de 1996, així com Phoebe Asiyo, Presidenta del caucus polític de dones de Kenya.